# 헌병 (일본군)
헌병(일본어: 憲兵 겐페이[*])은 일본 제국 육군에서 행정, 사법 경찰을 맡은 병과였다. 일본 헌병대는 민간인에게도 일반경찰 업무를 실시하여 민간인에 대한 검문, 체포, 구금, 수사 등을 할 수 있었다. 또한 해외의 첩보공작이나 국내의 정치사찰까지도 맡는 등 소련의 NKVD나 나치의 게슈타포와 같은 역할을 하기도 했다. 특히 조선과 타이완에서는 억압적인 식민통치를 행하는 직접적인 무력이었다. 조선총독부 관할 지역에서는 헌병경찰로도 불렸다.

## 기원
일본육군은 1881년 프랑스 헌병제도를 모방한 헌병조례를 제정하고, 헌병을 설치하였다. 또한 이 헌병 외에도 군사령관의 군령에 의해 편성되는 헌병이 있었다. 또한 메이지 시대에 홋카이도를 개척하기 위해 임야 개척을 하면서 군복무를 하는 둔전병 제도를 실시하였는데, 이들은 치안유지의 임무도 맡았다. 그리하여 이들도 일본 헌병의 기원의 하나로 본다.

## 임무

### 일반 헌병

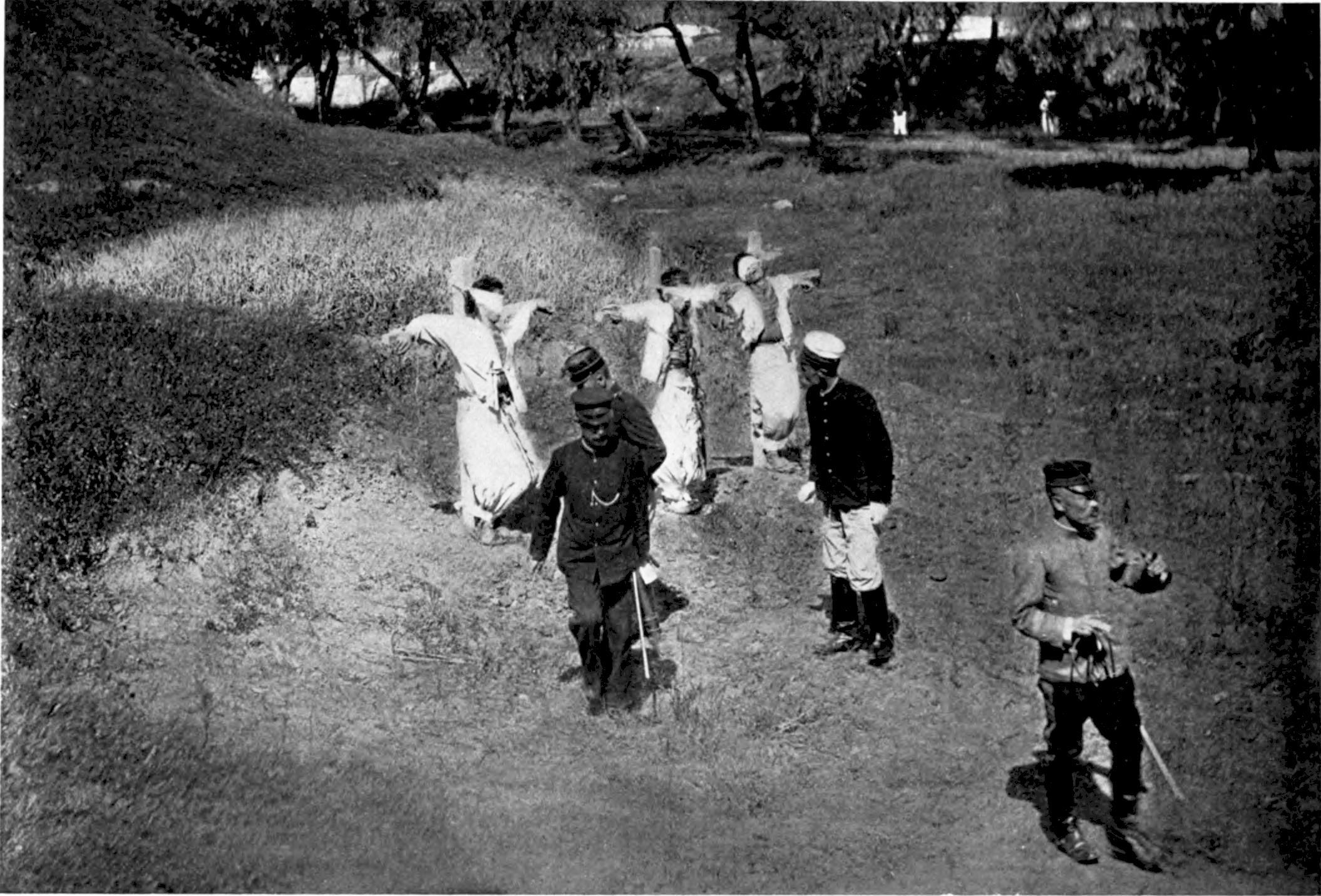
일본 헌병의 한국인 공개 처형 (1900년대)

일본 헌병제도는 프랑스의 장다르므리(gendarmerie) 제도를 본딴 것이기 때문에, 소속은 육군대신의 관할에 속하는 것이지만, 각각 해군대신, 내무대신, 사법대신 등의 관할인 해군의 군사경찰, 행정경찰, 사법경찰 등의 역할에서는 주무 대신의 지휘를 받았다. 한편 식민지에서는 다른 이외의 역할도 했다. 해군은 독자적인 헌병이 없었지만, 해군대신은 군사경찰에 관계된 것은 헌병을 직접 지휘할 수 있었다. 그리하여 해군 요인의 경호를 육군 소속인 헌병이 담당하였다. 헌병의 무장은 경찰과 유사했으나, 폭력을 당하거나, 수비하는 장소 및 경호하는 인사가 위험에 처했을 경우 다른 수단이 없을 때는 무기를 사용하는 것이 가능했다.

### 한반도 주둔 헌병
1907년 한일신협약의 비공식 조항에 따라, 한국의 경찰권은 일본에 위임되었다. 그리하여 “한국에 주둔하는 헌병에 관한 칙령”이 제정되었다. 이에 따르면, 일본 본토의 헌병은 군사경찰을 주로 하는 데 대하여, 한국에 주둔하는 헌병은 치안유지를 하는 경찰 업무를 주로 하고, 겸하여 군사경찰을 맡도록 하여 주종이 역전되었다. 이것은 한국 내의 독립운동을 억압하고, 만일의 항일봉기에 대비하기 위해서는 일반경찰보다는 조직력과 기동력이 뛰어난 헌병이 적합하다는 판단에 따른 것이었다.
1907년 7월 1일에는 조선에 주둔한 헌병 병력이 부족하다는 평가에 따라 조선인 헌병보조원 제도를 도입하였다. 헌병보조원은 육군 이등병 혹은 일등병에 준하는 대우를 받았다.
9월 10일에는 “한국에 주둔하는 헌병에 관한 칙령”이 폐지되고, 새롭게 “조선 주둔 헌병 조례”가 제정되었다. 이에 따라 조선 주둔 헌병사령관이 조선총독부 경무국장을 겸하여 일반경찰과 군사경찰을 총괄하였으나, 조선인의 반발이 극심하자 이를 누그러뜨리기 위해 3.1 운동 이후 폐지되었다.
조선에 주둔한 헌병은 조선군 산하였으며, 나남, 함흥, 신의주, 평양, 해주, 춘천, 청주, 대전, 대구, 광주, 부산, 전주에 각각 지방 헌병대가 설치되어 있었다. 경성(서울)에는 헌병학교가 설치되어 시험으로 선발된 신병을 교육하였다.

### 해외 첩보활동
1920년대과 1930년대에 헌병대는 유럽 각국의 정보기관과 연계를 맺고 있었다. 일본이 3국 동맹을 맺자, 헌병대는 독일의 국방부 산하 정보기관이 아프베어(abwehr)와 이탈리아 왕국의 SIM과 정식 관계를 맺았다. 이 라인을 통하여 서로 필요로 하는 정보를 교환할 수 있었다. 예를 들어 일본은 소련 극동의 병력을 아프베어에 제공하기도 하였고, 아프베어는 티모르를 식민지로 삼고 있던 포르투갈의 중립에 관한 정보를 일본에 제공하였다.
추축국 정보기관들이 회견하는 지점은 말레이시아에 있던 페낭 잠수함 기지였다. 이 기지는 추축 3국이 함께 사용하는 잠수함 기지였고, 정기적으로 기술이나 정보를 교환하였다. 또한 이탈리아가 지배하고 있던 에티오피아나 비시프랑스가 지배하고 있던 마다가스카르, 또한 중립국 포르투갈의 식민지였던 인도의 고아가 교류 장소이기도 했다.
이런 교류는 나치 독일 패망 직전인 1945년 초까지 계속되었다.
그뿐만 아니라 헌병대는 공작원을 보내거나 또는 현지인을 포섭하는 방법으로 직접 정보를 수집하기도 하였다. 전자의 방법은 중국에서 주로 이용되었고, 후자는 미국을 상대로 이용되었다. 그리고 해외에 분포된 일본인 이민자를 이용하여 첩보활동을 하기도 했다.

### 정치 사찰
헌병대는 일본 국내의 정치사찰에도 관여했고, 공산주의자, 사회주의자 등 사상범의 체포도 담당했다. 국회의원의 발언을 조사하기도 하고, 반전운동을 탄압하기도 하였다. 특히 도조 히데키가 수상으로 재임하던 시절에는 헌병대가 도조의 정적(대표적으로 이시와라 간지)이나 민간에 광범위한 사찰을 실시하였다. 또한 피의자에 대한 고문 행위도 잦았다. 헌병들이 민간인을 대하는 태도는 고압적이고 안하무인이라서, 식민지뿐만 아니라 일본인도 싫어할 정도로 악명을 떨쳤다.
헌병은 특별고등경찰의 임무와 겹치는 부분이 많았으나, 정보, 공안기관의 속성인 “충성경쟁” 때문에 두 기관의 사이는 극히 나빴고, 서로 협력하여 정보를 교환하거나 사건을 처리하는 경우는 전혀 없었다.

### 그외 임무
전시의 여행증 발급이나, 징용 관리, 적에 대한 선무활동과 심리전, 방첩 및 보안 활동, 포로 및 포로수용소 관리 등을 책임지기도 하였다. 전후 포로 학대 혐의로 기소되어 처형된 B~C급 전범 중, 1000여 명 중에 헌병이 30%일 정도였다.

## 분포, 선발 및 대우
헌병을 총괄하는 헌병사령관의 계급은 중장이었다. 종전 시 헌병의 총 병력은 3만6천 명이었으며, 일본 국내뿐만 아니라 조선과 대만과 같은 식민지, 제2차 세계대전 후에는 점령한 각 지역까지 파견되어 분포하고 있었다. 지원이나 징병 후 임의로 배치되는 일반 사병과는 달리 헌병 사병은 시험으로 선발되었으며, 교육 후에는 상등병 계급을 받았다(일반 사병은 이등병이 최하 계급이다). 대우는 매우 좋아서, 당시 일반 사병의 월급이 8엔 80전이었고, 소학교 교원이 42엔이었으나, 헌병 상등병의 월급은 각종 수당을 합하여 50엔 50전에 달했다. 다만 병과 규모가 작아서 승진은 그다지 쉽지 않았다.

## 장비 및 무기
헌병은 일본도와 권총을 휴대하였고, 유사시에는 사병들은 카빈(기병총)을 휴대하였다. 그리고 경찰과 마찬가지로 근무 수첩, 호루라기, 포승줄, 수갑 등을 휴대했다. 조선에서는 군중 봉기에 대비하여 헌병이 수류탄을 휴대하기도 하였다. 헌병은 자신의 병과를 나타내는 “憲兵”이라고 적힌 완장을 착용하여, 확실히 눈에 띄었다.

## 관련자

### 한국인
- 김창룡
일본인의 소개로 중국 북지에 있는 일본헌병부대 군속으로 들어간다. 이후 일본인 장교의 눈에 들어 40년 초에 만주 신경(장춘)에 있는 관동군 헌병교습소에 들어가 25세에 관동군 헌병보조원이 된다. 이후 한국독립운동가와 중국항일인사를 잡아 들이는 등 2년간 무려 50여건의 항일 조직을 적발, 검거한 공로로 헌병 오장으로 특진한다. 이후 관동군 헌병하사관자격으로 소만 국경지대에 배속된다. 해방 후 북조선에서 처벌을 피하여 남한으로 도피하였다. 남한에서 그는 군에 입대하였고, 이승만에게 충성을 바쳐, 좌익 세력뿐만 아니라 수많은 이승만의 정적을 탄압하였다. 이러한 공적으로 육군 특무부대장에 올라 중장까지 승진했다. 이후에도 여러 정치공작을 자행하다가 결국 이에 분노한 다른 군인에게 암살되었다. 그는 국립묘지에 묻혀 있는데, 진보 세력은 그를 국립묘지에서 이장하라고 주장하고 있지만, 특무부대의 후신인 국군 국군기무사령부는 그를 공식적으로 추모하고 있다.[3][4]
- 신상묵
대구사범학교를 졸업하고 소학교 선생을 하다가 헌병에 자원 입대하였으며, 상등병을 거쳐 오장(伍長, 고쵸)까지 올랐다. 2004년 열린우리당의 당의장이었던 신기남의 아버지로 밝혀졌다.

## 같이 보기
- 국가 헌병

## 참고
1. ↑  김완섭 (2003). 《새 친일파를 위한 변명》. 서울: 춘추사. 65-72쪽쪽. ISBN 89-952802-2-0.
2. ↑  실록 박정희를 시작하며 보관됨 2005-09-09 - 웨이백 머신 에 따르면, 사범학교를 졸업한 훈도의 월급은 42엔, 면장의 월급은 36엔이라고 한다.
3. ↑  이규봉 (2008년 3월 1일). “3·1절 89주년, 김창룡은 여전히 국립묘지에...”. 오마이뉴스. 2014년 4월 22일에 확인함.
4. ↑  심규상 (2007년 6월 7일). “'반민족행위자' 추모하는 기무사령관 -”. 오마이뉴스. 2014년 4월 22일에 확인함.